# Mattheuseffect
Het mattheuseffect is de sociologische vakterm voor het rijker worden van de rijken en het armer worden van de armen. Hij is gebaseerd op een vers in de parabel van de talenten in het evangelie volgens Matteüs, 25:29.

## Sociologie
In de sociologie werd de term voor het eerst gebruikt door Robert K. Merton, die in 1968 beschreef hoe beroemde wetenschappers dikwijls meer geloofwaardigheid genieten dan een relatief onbekende wetenschapper, zelfs wanneer de kwaliteit van hun werk even hoog ligt. Dit betekent dat wetenschappelijke credits (zoals die gemeten worden door middel van peer-reviews en citatiescores) sneller worden gegeven aan wetenschappers die al bekend zijn. Zo zal een wetenschappelijke prijs of een andere blijk van erkenning bijna altijd worden gegeven aan de oudste wetenschapper van een project-team, zelfs als de jongere en minder bekende teamleden al het werk hebben verricht.
Merton concludeerde dat "zij die al veel hebben, meer krijgen, en degenen die niets hebben, ontnomen wordt wat ze verdienen". Na dit mechanisme intuïtief te hebben aangevoeld, wilde Merton nagaan of dit mattheuseffect ook objectief meetbaar is. Hij vond sterke aanwijzingen dat het effect inderdaad reëel is. Na de publicatie van Mertons artikelen over het mattheuseffect in de wetenschappen vond het concept ingang in vele takken van de sociologie, zoals de politicologie, antropologie, pedagogie, psychologie en bestuurskunde.

## Onderwijs
In het onderwijs werd de term onder meer gebruikt door Keith Stanovich, een psycholoog die uitgebreid onderzoek deed naar de processen van taalverwerving en taalachterstand. Stanovich gebruikte het concept om het fenomeen te beschrijven dat geobserveerd werd tijdens onderzoek naar hoe mensen die leren lezen hun leesvaardigheid ontwikkelen. Zij die vroeg de kunst van het lezen aanleren, dragen dit succes mee en zullen als oudere leerlingen sneller teksten voor gevorderden kunnen lezen en begrijpen; zij die van begin af aan falen, bouwen een levenslange achterstand op die zich uitbreidt naar alle leerprocessen. Dit komt doordat kinderen die minder makkelijk leren lezen, ook minder gaan lezen, en zo nog minder het leerproces doormaken. De kloof tussen deze kinderen en hun leeftijdsgenoten zal steeds groter worden. De taalachterstand zal leiden tot vroeger schoolverlaten, waardoor zij ook in hun volwassen leven een blijvende achterstand meedragen die zich zal uiten op sociaal en economisch vlak.

## Bestuurskunde en economie
In de bestuurskunde en in het formuleren van beleidsplannen wordt dikwijls rekening gehouden met het mattheuseffect, zelfs al is het zeer moeilijk om dit effect weg te werken. De term is in de bestuurskunde geïntroduceerd door Herman Deleeck in de jaren 70 van de vorige eeuw. In deze discipline verwijst het mattheuseffect naar het wijdverbreide en veelvuldig geobserveerde fenomeen dat in een welvaartsstaat de middenklasse meer vruchten plukt van sociale voordelen en diensten (zoals gezondheidszorg, degelijk onderwijs) dan de sociaal zwakkeren en armen, voor wie ze van levensbelang zijn.
De term wordt op een gelijkaardige wijze gebruikt in het volwassenenonderwijs om de verdeling van dit onderwijs over een populatie te beschrijven. In dit geval verwijst de term naar het feit dat volwassenen met een diploma uit het hoger onderwijs vlugger geneigd zijn zich met volwassenenonderwijs (“levenslang leren”) verder te bekwamen dan anderen met een lager diploma.

## Verkiezingen
In de discussie over de voor- en nadelen van de stemplicht staat het mattheuseffect eveneens centraal. Voorstanders van de stemplicht wijzen erop dat democratische systemen gebaseerd op het stemrecht, systematisch de sociaal zwakkeren ondervertegenwoordigen. De stemplicht daarentegen garandeert dat ook hun stem wordt vertegenwoordigd en dat de verkiezingen dus volledig representatief zijn. De stemplicht elimineert het mattheuseffect.

## Matilda-effect
Het matilda-effect is een variant op het mattheuseffect: het werk van vrouwen in de wetenschap wordt dikwijls genegeerd ("zij die al weinig hebben, krijgen nog minder"). Het Matilda-effect, genoemd naar de vroege feministe Matilda Joslyn Gage, werd gepostuleerd door wetenschapshistorica Margaret Rossiter in 1993.